# Mistrovství světa v ledním hokeji 1981
47. mistrovství světa  a 58. mistrovství Evropy v ledním hokeji probíhalo ve dnech 12. - 26. dubna 1981 v Stockholmu a Göteborgu ve Švédsku. Titul mistra světa získal tehdejší Sovětský svaz.

## Herní systém
8 účastníků bylo rozděleno do dvou skupin po čtyřech, kde se utkali jednokolově každý s každým. Mužstva umístěná na prvních dvou místech ve skupinách postupovala do finálové skupiny, která se hrála dvoukolově systémem každý s každým, výsledky ze základních skupin se započítávaly (v praxi to znamenalo, že mužstva postoupivší z jedné základní skupiny hrála ve finálové skupině jen druhý vzájemný zápas). Mužstva ze třetích a čtvrtých míst ve skupinách hrála o 5. - 8. místo, výsledky ze základních skupin se započítávaly. Mužstvo na 8. místě sestoupilo do skupiny B.

## Výsledky a tabulky

### Skupina A
|    |            | URS  | CAN | FIN  | NED  | V | R | P | Skóre | B |
| 1. | SSSR       | ***  | 8:2 | 7:1  | 10:1 | 3 | 0 | 0 | 25:4  | 6 |
| 2. | Kanada     | 2:8  | *** | 4:3  | 8:1  | 2 | 0 | 1 | 14:12 | 4 |
| 3. | Finsko     | 1:7  | 3:4 | ***  | 12:3 | 1 | 0 | 2 | 16:14 | 2 |
| 4. | Nizozemsko | 1:10 | 1:8 | 3:12 | ***  | 0 | 0 | 3 | 5:30  | 0 |

 SSSR -  Nizozemsko 10:1 (1:0, 4:1, 5:0)
12. dubna 1981 (13:00) – Stockholm (Johanneshovs Isstadion)

Branky SSSR: 1:02 Viktor Šalimov, 27:28 Alexandr Malcev, 31:28 Nikolaj Drozděckij, 32:44 Andrej Chomutov, 35:44 Alexandr Malcev, 40:29 Vladimir Krutov, 43:19 Alexandr Skvorcov, 45:18 Alexandr Malcev, 48:00 Vladimir Petrov, 57:38 Viktor Žluktov.

Branky Nizozemska: 37:21 Larry Van Wieren.

Rozhodčí: Dave Fischer (USA) – Eiler Cramwik (SWE), Tomas Moström (SWE)

Diváků: 6832
SSSR: Treťjak - Kasatonov, Fetisov, Vasiljev, Babinov, Biljaledtinov, Pěrvuchin - Makarov, Petrov, Krutov - Šalimov, Šepelev, Kapustin - Malcev, V. Golikov, Drozděckij - Skvorcov, Žluktov, Chomutov.
Nizozemsko: Lenssen - Van Gog, Hille, Peternousek, Pluymers, Klooster, Humburg, Huizinga - Janssen, Van Wieren, De Heer - De Vos, De Grauw, Koopmans - Van Heumen, Berteling, B. De Bruyn - Saris, Collard.
 Kanada -  Finsko 4:3 (2:0, 0:0, 2:3)
12. dubna 1981 (17:00) – Stockholm (Johanneshovs Isstadion)

Branky Kanady: 7:28 Mike Gartner, 13:37 Larry McDonald, 52:00 John Ogrodnick, 54:42 Mike Gartner.

Branky Finska: 51:14 Markku Kiimalainen, 55:34 Jorma Sevon, 59:59 Tapio Levo.

Rozhodčí: Vladimír Šubrt (TCH) – Dick Wallström (SWE), Jan Wiking (SWE)

Vyloučení: 6:3 (1:0)

Diváků: 6 612
 Kanada -  Nizozemsko 8:1 (2:0, 2:0, 4:1)
13. dubna 1981 (16:00) – Stockholm (Johanneshovs Isstadion)

Branky Kanady: 8:39 John Ogrodnick, 12:48 Larry McDonald, 26:13 Morris Lukowich, 39:39 Dennis Maruk, 45:08 Dale McCourt, 47:28 Mike Gartner, 52:30 Lucien Deblois, 56:04 Rick Green.

Branky Nizozemska: 56:15 Tjakko De Vos.

Rozhodčí: Josef Kompalla (GER) – Eiler Cramwik, Tomas Moström (SWE)

Vyloučení: 3:3 (1:0)

Diváků: 2 167
 SSSR -  Finsko 7:1 (2:0, 3:0, 2:1)
13. dubna 1981 (20:00) – Stockholm (Johanneshovs Isstadion)

Branky SSSR: 12:15 Nikolaj Drozděckij, 15:14 Vladimir Golikov, 30:18 Nikolaj Drozděckij, 36:26 Nikolaj Drozděckij, 35:57 Vladimir Krutov, 46:29 Sergej Kapustin, 53:54 Sergej Makarov.

Branky Finska: 41:53 Timo Nummelin.

Rozhodčí: Dag Olsson (SWE) – Jan Wiking (SWE), Dick Wallström (SWE)

Vyloučení: 7:7 (2:1)

Diváků: 3 482
SSSR: Treťjak - Kasatonov, Fetisov, Biljaledtinov, Pěrvuchin, Vasiljev, Babinov - Makarov, Petrov, Krutov - Malcev, V. Golikov, Drozděckij - Šalimov, Šepelev, Kapustin - Skvorcov, Žluktov, Chomutov.
Finsko: Lassila (36:26. Kamppuri) - P. Lehtonen, Suoraniemi, Litma, Eloranta, Nummelin, Levo - Ruotsalainen, Leinonen, Kiimalainen - Porvari, Koivulahti, Ahokainen - Tamminen, Koskinen, A. Lehtonen - Sevon, Jalonen, Arbelius. 
 SSSR -  Kanada 8:2 (1:0, 5:1, 2:1)
15. dubna 1981 (16:00) – Stockholm (Johanneshovs Isstadion)

Branky SSSR: 14:45 Vladimir Golikov, 22:20 Vasilij Pěrvuchin, 29:19 Sergej Šepelev, 33:27 Vladimir Golikov, 36:35 Alexej Kasatonov, 37:37 Sergej Šepelev, 44:41 Viktor Žluktov, 59:58 Andrej Chomutov.

Branky Kanady: 26:44 Dennis Maruk, 49:04 Guy Lafleur.

Rozhodčí: Dag Olsson (SWE) – Eiler Cramwik (SWE), Tomas Moström (SWE)

Vyloučení: 3:4 (2:1)

Diváků: 4 732
SSSR: Treťjak - Kasatonov, Fetisov, Vasiljev, Babinov, Biljaledtinov, Pěrvuchin - Makarov, Petrov, Krutov - Šalimov, Šepelev, Kapustin - Malcev. V. Golikov, Drozděckij - Skvorcov, Žluktov, Chomutov.
Kanada: Myre - Huber, Green, Robinson, Ramage, Barnes, Long - Lafleur, McCourt, Ogrodnick - McDonald, Tambellini, Lukowich - Gartner, Maruk, Walter - DeBlois, Boutette, Rogers.
 Finsko -  Nizozemsko 12:3 (1:1, 8:1, 3:1)
15. dubna 1981 (20:00) – Stockholm (Johanneshovs Isstadion)

Branky Finska: 19:28 Reijo Ruotsalainen, 22:04 Lasse Litma, 23:23 Juhani Tamminen, 24:02 Mikko Leinonen, 29:43 Reijo Ruotsalainen, 30:04 Jukka Porvari, 30:33 Karl Jalonen, 34:00 Reijo Ruotsalainen, 35:33 Lasse Litma, 48:43 Jukka Porvari, 54:35 Mikko Leinonen, 58:06 Timo Nummelin.

Branky Nizozemska: 1:16 Leo Koopmans, 37:25 Jack De Heer, 58:38 Leo Koopmans.

Rozhodčí: Dave Fischer (USA) – Dick Wallström (SWE), Jan Wiking (SWE)

Vyloučení: 4:7 (3:0)

Diváků: 1 301

### Skupina B
|    |         | TCH  | SWE | USA  | GER  | V | R | P | Skóre | B |
| 1. | ČSSR    | ***  | 3:3 | 11:2 | 6:2  | 2 | 1 | 0 | 20:7  | 5 |
| 2. | Švédsko | 3:3  | *** | 4:2  | 4:2  | 2 | 1 | 0 | 11:7  | 5 |
| 3. | USA     | 2:11 | 2:4 | ***  | 10:6 | 1 | 0 | 2 | 14:21 | 2 |
| 4. | SRN     | 2:6  | 2:4 | 6:10 | ***  | 0 | 0 | 3 | 10:20 | 0 |

 Československo -  USA 11:2 (4:1, 3:0, 4:1)
12. dubna 1981 (15:00) – Göteborg (Scandinavium)

Branky a nahrávky Československa: 1:24 Jiří Lála (Pavel Richter, Jindřich Kokrment), 6:06 František Černík (Miloslav Hořava), 9:01 Jiří Lála (Pavel Richter), 16:01 Jaroslav Pouzar (Milan Nový, Norbert Král), 21:46 Jiří Lála (Milan Chalupa), 25:59 Arnold Kadlec (Miloslav Hořava), 27:10 Miroslav Fryčer (Ivan Hlinka, Arnold Kadlec), 41:43 Jiří Lála (Miroslav Dvořák, Jindřich Kokrment), 44:18 Milan Nový (Jaroslav Pouzar, Miloslav Hořava), 54:50 Arnold Kadlec (Vladimír Martinec), 59:57 Milan Nový (Miroslav Fryčer).

Branky a nahrávky USA: 7:13 Bob Sheehan, 51:01 Dave Debol (Dave Christian, Bobby Miller).

Rozhodčí: Karl-Gustav Kaisla (FIN) – Mats Rapp (SWE), Harry Westreicher (AUT)

Vyloučení: 3:7 (4:1)

Diváků: 4 026
ČSSR: Karel Lang - Jan Neliba, Miloslav Hořava, Milan Chalupa, Miroslav Dvořák, Arnold Kadlec, Petr Míšek - Norbert Král, Milan Nový, Jaroslav Pouzar - Jiří Lála, Jindřich Kokrment, Pavel Richter - Miroslav Fryčer, Ivan Hlinka, František Černík - Vladimír Martinec, Dárius Rusnák, Bohuslav Ebermann.
USA: Gregg Moffett - Craig Norwich, Bill Baker, Ron Wilson, Jim Korn, Reed Larson, Al Hangsleben, Wally Olds - John Harrington, Mark Pavelich, Phil Verchota - Warren Miller, Bob Sheehan, Steve Ulseth - Dave Debol, Dave Christian, Bobby Miller - Bob Suter, Aaron Broten.
 Švédsko -  SRN 4:2 (1:1, 3:0, 0:1)
12. dubna 1981 (20:00) – Göteborg (Scandinavium)

Branky Švédska: 4:22 Inge Hammarström, 27:03 Bengt-Ake Gustavsson, 37:02 Lars Mohlin, 38:50 Bengt-Ake Gustavsson.

Branky SRN: 19:14 Holger Meitinger, 58:29 Ernst Höfner.

Rozhodčí: Bernie Haley (CAN) – Marty Demmers (USA), Nico Toemen (NED)

Vyloučení: 8:7 (1:0)

Diváků: 9 208
 Československo -  SRN 6:2 (1:1, 2:0, 3:1)
14. dubna 1981 (16:00) – Göteborg (Scandinavium)

Branky a nahrávky Československa: 13:13 Jaroslav Korbela (Milan Nový), 26:20 Milan Nový (Vladimír Martinec, Miloslav Hořava), 37:13 Miroslav Dvořák (Jiří Lála, Dárius Rusnák), 42:46 Petr Míšek (Jiří Lála, Dárius Rusnák), 46:30 Pavel Richter (Vladimír Martinec), 57:55 Milan Nový (Vladimír Martinec).

Branky a nahrávky SRN: 17:38 Marcus Kuhl (Erich Kühnhackl), 48:59 Marcus Kuhl.

Rozhodčí: Viktor Dombrovskij (URS) – Mats Rapp (SWE), Marty Demmers (USA)

Vyloučení: 5:7 (2:1)

Diváků: 3 188
ČSSR: Karel Lang - Jan Neliba, Miloslav Hořava, Milan Chalupa, Miroslav Dvořák, Arnold Kadlec, Petr Míšek - Jaroslav Korbela, Milan Nový, Jaroslav Pouzar - Jiří Lála, Jindřich Kokrment, Pavel Richter - Miroslav Fryčer, Ivan Hlinka, František Černík - Vladimír Martinec, Dárius Rusnák, Bohuslav Ebermann.
Německo: Bernhard Engelbrecht - Horst-Peter Kretschmer, Joachim Reil, Robert Murray, Peter Gailer, Harold Kreis, Peter Scharf - Reiner Philipp, Erich Kühnhackl, Marcus Kuhl - Peter Schiller, Ernst Höfner, Holger Meitinger - Ralph Krueger, Manfred Wolf, Vladimir Vacatko - Jorg Heimer, Uli Egen, Johannes Mörz.
 Švédsko -  USA 4:2 (1:1, 1:1, 2:0)
14. dubna 1981 (20:00) – Göteborg (Scandinavium)

Branky Švédska: 16:02 Roland Stoltz, 33:41 Stig Östling, 40:23 Bengt-Ake Gustavsson, 50:32 Anders Hakanson.

Branky USA: 13:45 Dave Debol, 38:17 Warren Miller.

Rozhodčí: Bernie Haley (CAN) – Harry Westreicher (AUT), Nico Toemen (NED)

Vyloučení: 8:11 (1:0)

Diváků: 6 386
 SRN -  USA 6:10 (3:2, 3:2, 0:6)
15. dubna 1981 (16:00) – Göteborg (Scandinavium)

Branky SRN: 3:29 Reiner Philipp, 15:25 Horst-Peter Kretschmer, 18:01 Manfred Wolf, 24:26 Uli Egen, 35:13 Holger Meitinger, 39:05 Vladimir Vacatko.

Branky USA: 2:23 Ron Wilson, 8:34 Al Hangsleben, 30:57 Aaron Broten, 35:48 Dave Debol, 40:50 Dave Christian, 42:48 Reed Larson, 44:37 Dave Debol, 51:21 Ron Wilson, 56:49 Dave Christian, 57:46 Bobby Miller.

Rozhodčí: Viktor Dombrovskij (URS) – Mats Rapp (SWE), Nico Toemen (NED)

Diváků: 5 639
 Československo -  Švédsko 3:3 (1:0, 1:0, 1:3)
15. dubna 1981 (20:00) – Göteborg (Scandinavium)

Branky a nahrávky Československa: 6:56 Dárius Rusnák (Miloslav Hořava), 28:03 Arnold Kadlec, 53:55 Jiří Lála.

Branky a nahrávky Švédska: 42:05 Patrik Sundström (Roland Stoltz), 45:55 Anders Hakanson, 49:57 Lennart Norberg (Bengt-Ake Gustavsson, Stig Östling).

Rozhodčí: Karl-Gustav Kaisla (FIN) – Harry Westreicher (AUT), Marty Demmers (USA)

Vyloučení: 4:3 (1:1)

Diváků: 10 405
ČSSR: Jaromír Šindel - Jan Neliba, Miloslav Hořava, Arnold Kadlec, Stanislav Hajdušek, Petr Míšek, Miroslav Dvořák - Jaroslav Korbela, Milan Nový, Jaroslav Pouzar - Miroslav Fryčer, Ivan Hlinka, František Černík - Vladimír Martinec, Dárius Rusnák, Bohuslav Ebermann - Jiří Lála, Jindřich Kokrment, Pavel Richter.
Švédsko: Peter Lindmark - Stig Östling, Tommy Samuelsson, Mats Waltin, Anders Eldebrink, Peter Helander, Göran Lindblom - Bengt-Ake Gustavsson, Tomas Steen, Mats Näslund - Dan Söderström, Roland Eriksson, Anders Håkansson - Roland Stoltz, Lars Mohlin, Patrik Sundström - Lennart Norberg, Harald Luckner, Inge Hammarström.

### Finále
|    |         | URS  | SWE | TCH  | CAN  | V | R | P | Skóre | B  |
| 1. | SSSR    | ***  | 4:1 | 8:3  | 8:2* | 4 | 2 | 0 | 38:12 | 10 |
| 2. | Švédsko | 1:13 | *** | 3:3* | 3:1  | 3 | 1 | 2 | 16:26 | 7  |
| 3. | ČSSR    | 1:1  | 2:4 | ***  | 7:4  | 2 | 2 | 2 | 20:22 | 6  |
| 4. | Kanada  | 4:4  | 3:4 | 2:4  | ***  | 0 | 1 | 5 | 16:30 | 1  |

- s hvězdičkou = zápasy ze základní skupiny.

 Kanada -  Československo 4:7 (1:4, 2:1, 1:2)
18. dubna 1981 (13:00) – Göteborg (Scandinavium)

Branky a nahrávky Kanady: 6:22 Morris Lukowich (John Ogrodnick, Norm Barnes), 25:02 Larry McDonald (Steve Tambellini), 27:04 Dennis Maruk, 57:53 Lucien Deblois.

Branky a nahrávky Československa: 3:12 Milan Nový (Miloslav Hořava), 6:00 Dárius Rusnák (Bohuslav Ebermann), 10:17 Pavel Richter, 19:58 Arnold Kadlec (Stanislav Hajdušek, Jaroslav Korbela), 37:29 Bohuslav Ebermann (Miroslav Dvořák, Vladimír Martinec), 48:00 Pavel Richter (Ivan Hlinka), 50:40 Vladimír Martinec (Bohuslav Ebermann).

Rozhodčí: Dave Fischer (USA) – Jan Wiking (SWE), Dick Wallström (SWE)

Vyloučení: 3:2 (0:2)

Diváků: 3 798
Kanada: John Garret (Phil Myre) - Bob Ramage, Larry Robinson, Dave Babych, Rick Green, Norm Barnes, Barry Long - Guy Lafleur, Mike Rodgers, Lucien Deblois - Mike Foligno, Morris Lukowich, John Ogrodnick - Larry McDonald, Steve Tambellini, Pat Boutette - Mike Gartner, Dennis Maruk, Ryan Walter.
ČSSR: Karel Lang - Milan Chalupa, Miloslav Hořava, Arnold Kadlec, Stanislav Hajdušek, Miroslav Dvořák, Petr Míšek - Miroslav Fryčer, Milan Nový, Jaroslav Pouzar - Jaroslav Korbela, Ivan Hlinka, František Černík - Jiří Lála, Jindřich Kokrment, Pavel Richter - Vladimír Martinec, Dárius Rusnák, Bohuslav Ebermann.
 SSSR -  Švédsko 4:1 (0:0, 2:0, 2:1)
18. dubna 1981 (17:00) – Göteborg (Scandinavium)

Branky SSSR: 28:47 Sergej Kapustin, 34:52 Vladimir Petrov, 45:27 Sergej Šepelev, 54. Sergej Šepelev.

Branky Švédska: 50:21 Lennart Norberg.

Rozhodčí: Josef Kompalla (GER) – Nico Toemen (NED), Marty Demmers (USA)

Vyloučení: 5:5

Diváků: 6 724
SSSR: Treťjak - Kasatonov, Fetisov, Vasiljev, Babinov, Biljaledtinov, Pěrvuchin - Makarov, Petrov, Krutov - Šalimov, Šepelev, Kapustin - Malcev, V. Golikov, Drozděckij - Skvorcov, Žluktov, Chomutov.
Švédsko: Lindmark - Östling, T. Samuelsson, Waltin, Eldebrink, Lindblom, Helander - Gustafsson, Näslund, Norberg - Söderström, R. Eriksson, Håkansson - R. Stoltz II., Molin, Sundström - Lückner, Steen, Isaksson.
 Kanada -  Švédsko 1:3 (1:0, 0:2, 0:1)
20. dubna 1981 (16:00) – Göteborg (Scandinavium)

Branky Kanady: 6:57 Mike Foligno.

Branky Švédska: 24:37 Patrik Sundström, 38:16 Peter Helander, 57:33 Lennart Norberg.

Rozhodčí: Vladimír Šubrt (TCH) – Nico Toemen (NED), Marty Demmers (USA)

Vyloučení: 6:4 (1:0)

Diváků: 7 064
 SSSR -  Československo 8:3 (5:1, 0:1, 3:1)
20. dubna 1981 (20:00) – Göteborg (Scandinavium)

Branky a nahrávky SSSR: 0:22 Sergej Makarov (Vjačeslav Fetisov, Vladimir Krutov), 6:43 Alexandr Skvorcov (Viktor Žluktov), 9:29 Sergej Kapustin (Alexej Kasatonov), 10:25 Sergej Makarov, 17:29 Alexandr Malcev, 40:09 Vladimir Krutov, 43:01 Sergej Šepelev, 44:22 Vladimir Petrov (Zinetula Biljaletdinov, Sergej Makarov).

Branky a nahrávky Československa: 8:34 Pavel Richter (Miroslav Fryčer, Ivan Hlinka), 25:42 Jiří Lála (Pavel Richter), 46:29 Arnold Kadlec.

Rozhodčí: Karl-Gustav Kaisla (FIN) – Jan Wiking (SWE), Dick Wallström (SWE)

Vyloučení: 6:4 (2:1)

Diváků: 4 551
SSSR: Vladislav Treťjak - Alexej Kasatonov, Vjačeslav Fetisov, Valerij Vasiljev, Sergej Babinov, Zinetula Biljaletdinov, Vasilij Pěrvuchin - Sergej Makarov, Vladimir Petrov, Vladimir Krutov - Viktor Šalimov, Sergej Šepelev, Sergej Kapustin - Alexandr Malcev, Vladimir Golikov, Nikolaj Drozděckij - Alexandr Skvorcov, Viktor Žluktov, Andrej Chomutov.
ČSSR: Jaromír Šindel (10. Karel Lang) - Milan Chalupa, Miloslav Hořava, Miroslav Dvořák, Petr Míšek, Arnold Kadlec, Stanislav Hajdušek - Miroslav Fryčer, Milan Nový, Jaroslav Pouzar - Jiří Lála, Jindřich Kokrment, Pavel Richter - Jaroslav Korbela, Ivan Hlinka, František Černík - Vladimír Martinec, Dárius Rusnák, Bohuslav Ebermann.
 Švédsko -  Československo 4:2 (2:1, 1:0, 1:1)
22. dubna 1981 (16:00) – Göteborg (Scandinavium)

Branky a nahrávky Švédska: 4:45 Roland Eriksson (Dan Söderström), 9:41 Anders Hakanson, 37:28 Anders Hakanson (Roland Eriksson), 40:30 Lennart Norberg.

Branky a nahrávky Československa: 0:49 Vladimír Martinec, 57:29 Vladimír Martinec (Dárius Rusnák).

Rozhodčí: Dave Fischer (USA) – Marty Demmers (USA), Nico Toemen (NED)

Vyloučení: 6:7 (2:0)

Diváků: 7 342
Švédsko: Peter Lindmark - Stig Östling, Tommy Samuelsson, Mats Waltin, Anders Eldebrink, Peter Helander, Göran Lindblom - Bengt Åke Gustafsson, Lennart Norberg, Mats Näslund - Dan Söderström, Roland Eriksson, Anders Håkansson - Patrik Sundström, Lars Molin, Tomas Steen.
ČSSR: Karel Lang - Jan Neliba, Miloslav Hořava, Arnold Kadlec, Petr Míšek, Milan Chalupa, Miroslav Dvořák, Stanislav Hajdušek - Vladimír Martinec, Milan Nový, Bohuslav Ebermann - Jiří Lála, Ivan Hlinka, Jaroslav Pouzar – Jindřich Kokrment, Dárius Rusnák, Pavel Richter - Miroslav Fryčer, František Černík.
 Kanada -  SSSR 4:4 (2:1, 1:3, 1:0)
22. dubna 1981 (20:00) – Göteborg (Scandinavium)

Branky Kanady: 6:08 Dennis Maruk, 7:24 John Ogrodnick, 35:37 Larry Robinson, 49:49 Mike Gartner.

Branky SSSR: 0:55 Vjačeslav Fetisov, 23:54 Vladimir Krutov, 26:14 Vladimir Golikov, 29:07 Vladimir Petrov.

Rozhodčí: Dag Olsson (SWE) – Dick Wallström (SWE), Jan Wiking (SWE)

Vyloučení: 7:4 (1:1)

Diváků: 5 336
Kanada: Myre - Huber, Green, Babych, Long, Robinson, Ramage - McDonald, Tambellini, Boutette - Gartner, Maruk, Walter - Foligno, Lafleur, Ogrodnick - DeBlois, Rogers, Lukowich.
SSSR: Treťjak - Kasatonov, Fetisov, Vasiljev, Babinov, Biljaledtinov, Pěrvuchin - Makarov, Petrov, Krutov - Šalimov, Šepelev, Kapustin - Malcev, V. Golikov, Drozděckij - Skvorcov, Žluktov, Lebeděv.
 Československo -  Kanada 4:2 (0:1, 2:1, 2:0)
24. dubna 1981 (16:00) – Göteborg (Scandinavium)

Branky a nahrávky Československa: 24:03 Jiří Lála (Jindřich Kokrment), 25:55 Dárius Rusnák (Bohuslav Ebermann), 40:26 František Černík, 50:04 Milan Nový.

Branky a nahrávky Kanady: 0:31 Pat Boutette (Willie Huber, Steve Tambellini), 33:22 Lucien Deblois (Morris Lukowich, Mike Rodgers).

Rozhodčí: Karl-Gustav Kaisla (FIN) – Dick Wallström (SWE), Jan Wiking (SWE)

Vyloučení: 3:6

Diváků: 6 442
ČSSR: Karel Lang - Jan Neliba, Miloslav Hořava, Arnold Kadlec, Stanislav Hajdušek, Miroslav Dvořák, Petr Míšek – Miroslav Fryčer, Milan Nový, Jaroslav Pouzar - Jaroslav Korbela, Ivan Hlinka, František Černík - Jiří Lála, Jindřich Kokrment, Pavel Richter - Vladimír Martinec, Dárius Rusnák, Bohuslav Ebermann.
Kanada: Phil Myre - Willie Huber, Rick Green, Bob Ramage, Larry Robinson, Dave Babych, Barry Long – Larry McDonald, Steve Tambellini, Pat Boutette - Mike Gartner, Dennis Maruk, Ryan Walter – Mike Foligno, Guy Lafleur, John Ogrodnick - Morris Lukowich, Mike Rodgers, Lucien Deblois.
 Švédsko -  SSSR 1:13 (0:0, 0:6, 1:7)
24. dubna 1981 (20:00) – Göteborg (Scandinavium)

Branky Švédska: 53:32 Tomas Steen.

Branky SSSR: 21:44 Viktor Šalimov, 23:24 Vladimir Krutov, 26:11 Alexandr Skvorcov, 29:56 Alexandr Malcev, 31:45 Sergej Šepelev, 35:47 Vladimir Golikov, 40:31 Vladimir Krutov, 42:08 Nikolaj Drozděckij, 46:05 Alexandr Malcev, 48:31 Zinetula Biljaletdinov, 50:26 Alexandr Malcev, 53:56 Alexandr Skvorcov, 56:43 Sergej Kapustin.

Rozhodčí: Vladimír Šubrt (TCH) – Marty Demmers (USA), Nico Toemen (NED)

Vyloučení: 1:1 (1:0)

Diváků: 11 009
Śvédsko: Lindmark (41. Sundberg) - Östling, T. Samuelsson, Waltin, Eldebrink, Lindblom, Helander - Näslund, Lückner, Norberg - Söderström, R. Eriksson, Isaksson - Steen, Molin, P. Sundström - R. Stoltz II., Hammarström.
SSSR: Treťjak - Kasatonov, Fetisov, Vasiljev, Babinov, Biljaledtinov, Pěrvuchin - Makarov, Petrov, Krutov - Šalimov, Šepelev, Kapustin - Malcev, V. Golikov, Drozděckij - Skvorcov, Žluktov, Chomutov.
 Švédsko -  Kanada 4:3 (3:1, 1:2, 0:0)
26. dubna 1981 (13:00) – Göteborg (Scandinavium)

Branky Švédska: 1:56 Lars Mohlin, 5:41 Roland Eriksson, 10:18 Patrik Sundström, 21:49 Lars Mohlin.

Branky Kanady: 9:03 Barry Long, 23:50 Mike Foligno, 37:13 Dennis Maruk.

Rozhodčí: Dave Fischer (USA) – Harry Westreicher (AUT), Nico Toemen (NED)

Vyloučení: 6:10 (4:0) + Pat Boutette (CAN) 10 min.

Diváků: 10 314
 Československo -  SSSR 1:1 (0:1, 1:0, 0:0)
26. dubna 1981 (17:00) – Göteborg (Scandinavium)

Branky a nahrávky Československa: 25:17 Jindřich Kokrment (Jiří Lála, Pavel Richter).

Branky a nahrávky SSSR: 9:32 Viktor Šalimov (Sergej Kapustin).

Rozhodčí: Dag Olsson (SWE) – Jan Wiking (SWE), Marty Demmers (USA)

Vyloučení: 3:2 (0:0, 0:1)

Diváků: 9 188
ČSSR: Karel Lang - Arnold Kadlec, Stanislav Hajdušek, Jan Neliba, Miloslav Hořava, Miroslav Dvořák, Petr Míšek – Jaroslav Korbela, Ivan Hlinka, František Černík – Miroslav Fryčer, Milan Nový, Jaroslav Pouzar - Jiří Lála, Jindřich Kokrment, Pavel Richter – Vladimír Martinec, Dárius Rusnák, Bohuslav Ebermann.
SSSR: Vladimir Myškin - Alexej Kasatonov, Vjačeslav Fetisov, Valerij Vasiljev, Nikolaj Makarov, Zinetula Biljaletdinov, Vasilij Pěrvuchin - Sergej Makarov, Vladimir Petrov, Vladimir Krutov – Viktor Šalimov, Sergej Šepelev, Sergej Kapustin – Alexandr Malcev, Vladimir Golikov, Nikolaj Drozděckij - Alexandr Skvorcov, Viktor Žluktov, Andrej Chomutov.

### O 5. - 8. místo
|    |            | USA | FIN | GER   | NED   | V | R | P | Skóre | B |
| 5. | USA        | *** | 6:4 | 10:6* | 7:6   | 4 | 1 | 1 | 35:28 | 9 |
| 6. | Finsko     | 3:3 | *** | 6:3   | 12:3* | 3 | 2 | 1 | 33:21 | 8 |
| 7. | SRN        | 6:2 | 4:4 | ***   | 9:2   | 3 | 1 | 2 | 40:30 | 7 |
| 8. | Nizozemsko | 3:7 | 2:4 | 6:12  | ***   | 0 | 0 | 6 | 22:51 | 0 |

- s hvězdičkou = zápasy ze základní skupiny.

 Nizozemsko -  USA 6:7 (3:2, 1:4, 2:1)
17. dubna 1981 (16:00) – Göteborg (Scandinavium)

Branky Nizozemska: 7:31 Jack De Heer, 18:26 Jack De Heer, 19:34 Jack De Heer, 21:44 Ron Berteling, 45:04 Larry Van Wieren, 46:15 Brian De Bruyn.

Branky USA: 17:59 Dave Christian, 19:45 Craig Norwich, 21:10 Wally Olds, 24:31 Dave Debol, 32:19 Mark Pavelich, 37:21 Dave Christian, 59:49 Dave Christian.

Rozhodčí: Vladimír Šubrt (TCH) – Eiler Cramwik (SWE), Tomas Moström (SWE)

Vyloučení: 3:5 (0:1)

Diváků: 2 491
 Finsko -  SRN 6:3 (3:1. 1:1, 2:1)
17. dubna 1981 (20:00) – Göteborg (Scandinavium)

Branky Finska: 2:25 Timo Nummelin, 6:15 Tapio Levo, 14:48 Karl Jalonen, 32:36 Jukka Porvari, 41:48 Seppo Ahokainen, 57:28 Tapio Levo.

Branky SRN: 4:46 Holger Meitinger, 31:38 Holger Meitinger, 44:48 Ernst Höfner.

Rozhodčí: Bernie Haley (CAN) – Harry Westreicher (AUT), Mats Rapp (SWE)

Vyloučení: 6:8 (1:1) + Manfred Wolf (GER) na 10 min.

Diváků: 3 109
 Nizozemsko -  SRN 2:9 (1:4, 0:4, 1:1)
19. dubna 1981 (13:00) – Göteborg (Scandinavium)

Branky Nizozemska: 7:32 Ron Berteling, 44:10 Brian De Bruyn.

Branky SRN: 7:03 Holger Meitinger, 7:55 Uli Hiemer, 13:59 Marcus Kuhl, 15:00 Vladimir Vacatko, 22:40 Uli Hiemer, 24:15 Ernst Höfner, 32:27 Manfred Wolf, 36:16 Ernst Höfner, 55:17 Peter Gailer.

Rozhodčí: Viktor Dombrovskij (URS) – Harry Westreicher (AUT), Marty Demmers (USA)

Vyloučení: 9:8 (0:3)

Diváků: 1 744
 Finsko -  USA 4:6 (1:1, 2:2, 1:3)
19. dubna 1981 (17:00) – Göteborg (Scandinavium)

Branky Finska: 15:28 Markku Kiimalainen, 21:14 Seppo Ahokainen, 30:50 Markku Kiimalainen, 45:59 Pekka Arbelius.

Branky USA: 11:42 Dave Christian, 24:29 Reed Larson, 27:08 Bobby Miller, 50:56 Mark Pavelich, 52:02 Steve Ulseth, 53:28 Aaron Broten.

Rozhodčí: Vladimír Šubrt (TCH) – Jan Wiking (SWE), Dick Wallström (SWE)

Vyloučení: 3:2

Diváků: 5 788
 USA -  SRN 2:6 (0:3, 1:0, 1:3)
21. dubna 1981 (16:00) – Göteborg (Scandinavium)

Branky USA: 27:58 Dave Christian, 43:42 Reed Larson.

Branky SRN: 0:15 Erich Kühnhackl, 2:03 Holger Meitinger, 14:44 Ernst Höfner, 45:08 Holger Meitinger, 46:38 Erich Kühnhackl, 55:36 Uli Egen.

Rozhodčí: Dag Olsson (SWE) – Harry Westreicher (AUT), Nico Toemen (NED)

Vyloučení: 5:7 (0:1)

Diváků: 3 016
 Finsko -  Nizozemsko 4:2 (2:1, 1:1, 1:0)
21. dubna 1981 (20:00) – Göteborg (Scandinavium)

Branky Finska: 0:32 Markku Kiimalainen, 11:40 Timo Nummelin, 22:02 Pekka Arbelius, 47:32 Jorma Sevon.

Branky Nizozemska: 8:47 Larry Van Wieren, 36:03 Mari Saris.

Rozhodčí: Dave Fischer (USA) – Tomas Moström (SWE), Eiler Cramwik (SWE)

Vyloučení: 4:5 (1:1)

Diváků: 2 305
 USA -  Nizozemsko 7:3 (2:1, 3:1, 2:1)
23. dubna 1981 (16:00) – Göteborg (Scandinavium)

Branky USA: 4:52 Reed Larson, 19:42 Bobby Miller, 22:49 Ron Wilson, 27:40 Warren Miller, 31:28 Dave Christian, 45:40 Bobby Miller, 47:23 Steve Ulseth.

Branky Nizozemska: 19:15 Harry Van Heumen, 28:59 Tonny Collard, 57:15 Leo Koopmans.

Rozhodčí: Josef Kompalla (GER) – Tomas Moström (SWE), Eiler Cramwik (SWE)

Vyloučení: 3:3 (1:0)

Diváků: 2 326
 SRN -  Finsko 4:4 (0:3, 2:1, 2:0)
23. dubna 1981 (20:00) – Göteborg (Scandinavium)

Branky SRN: 22:04 Peter Gailer, 29:43 Uli Egen, 43:41 Reiner Philipp, 48:38 Ernst Höfner.

Branky Finska: 3:03 Karl Jalonen, 3:16 Mikko Leinonen, 15:48 Tapio Levo, 25:43 Karl Jalonen.

Rozhodčí: Viktor Dombrovskij (URS) – Harry Westreicher (AUT), Marty Demmers (USA)

Vyloučení: 12:11 (0:3)

Diváků: 3 955
 SRN -  Nizozemsko 12:6 (2:2, 3:1, 7:3)
25. dubna 1981 (13:00) – Göteborg (Scandinavium)

Branky SRN: 5:43 Ernst Höfner, 12:55 Ernst Höfner, 30:00 Manfred Wolf, 31:52 Holger Meitinger, 38:20 Erich Kühnhackl, 45:08 Vladimir Vacatko, 52:50 Ernst Höfner, 53:09 Vladimir Vacatko, 56:01 Peter Scharf, 56:23 Marcus Kuhl, 56:40 Horst-Peter Kretschmer, 57:43 Uli Egen.

Branky Nizozemska: 3:13 Tonny Collard, 16:13 Tjakko De Vos, 32:30 Mari Saris, 41:08 Leo Koopmans, 41:53 Jan Janssen, 59:52 Tonny Collard.

Rozhodčí: Bernie Haley (CAN) – Tomas Moström (SWE), Mats Rapp (SWE)

Vyloučení: 6:7 (2:1)

Diváků: 2 941
 USA -  Finsko 3:3 (1:0, 1:1, 1:2)
25. dubna 1981 (17:00) – Göteborg (Scandinavium)

Branky USA: 11:09 Bobby Miller, 30:31 Warren Miller, 48:58 Reed Larson.

Branky Finska: 27:27 Mikko Leinonen, 44:26 Mikko Leinonen, 56:34 Jorma Sevon.

Rozhodčí: Vladimír Šubrt (TCH) – Harry Westreicher (SWE), Dick Wallström (SWE)

Vyloučení: 5:6 (0:1) + Bob Suter (USA) 10 min.

Diváků: 8 264

### Mistrovství Evropy
|    |         | URS  | SWE | TCH  | V | R | P | Skóre | B |
| 1. | SSSR    | ***  | 4:1 | 8:3  | 3 | 1 | 0 | 26:6  | 7 |
| 2. | Švédsko | 1:13 | *** | 3:3* | 1 | 1 | 2 | 9:22  | 3 |
| 3. | ČSSR    | 1:1  | 2:4 | ***  | 0 | 2 | 2 | 9:16  | 2 |

- s hvězdičkou = zápas ze základní skupiny.

|    |            | FIN | GER  | NED   | V | R | P | Skóre | B |
| 4. | Finsko     | *** | 6:3  | 12:3* | 3 | 1 | 0 | 26:12 | 7 |
| 5. | SRN        | 4:4 | ***  | 9:2   | 2 | 1 | 1 | 28:18 | 5 |
| 6. | Nizozemsko | 2:4 | 6:12 | ***   | 0 | 0 | 4 | 13:37 | 0 |

- s hvězdičkou = zápas ze základní skupiny.

## Statistiky

### Nejlepší hráči podle direktoriátu IIHF
| Brankář | Vladislav Treťjak |
| Obránce | Larry Robinson    |
| Útočník | Alexandr Malcev   |

### All Stars
| Brankář         | Peter Lindmark   |
| Levý obránce    | Larry Robinson   |
| Pravý obránce   | Valerij Vasiljev |
| Levé křídlo     | Sergej Kapustin  |
| Střední útočník | Alexandr Malcev  |
| Pravé křídlo    | Sergej Makarov   |

### Kanadské bodování
| Poř. | Kanadské bodování  | Branky | Přihrávky | Body |
| ---- | ------------------ | ------ | --------- | ---- |
| 1.   | Holger Maitinger   | 8      | 12        | 20   |
| 2.   | Ernst Höfner       | 9      | 5         | 14   |
| 3.   | Alexandr Malcev    | 6      | 7         | 13   |
| 4.   | Dave Christian     | 8      | 3         | 11   |
| 5.   | Vladimir Golikov   | 6      | 5         | 11   |
| 6.   | Nikolaj Drozděckij | 5      | 6         | 11   |
| 7.   | Jiří Lála          | 7      | 3         | 10   |
| 8.   | Vladimir Petrov    | 4      | 6         | 10   |
| 9.   | Vladimir Krutov    | 6      | 3         | 9    |
| 10.  | Bobby Miller       | 5      | 4         | 9    |
| 10.  | David Debol        | 5      | 4         | 9    |

### Soupiska SSSR
1.  SSSR

Brankáři: Vladislav Treťjak, Vladimir Myškin.

Obránci: Vjačeslav Fetisov, Sergej Babinov, Vasilij Pěrvuchin, Valerij Vasiljev, Alexej Kasatonov,Zinetula Biljaletdinov, Nikolaj Makarov.

Útočníci: Sergej Kapustin, Vladimir Krutov, Alexandr Malcev, Jurij Lebeděv, Andrej Chomutov, Nikolaj Drozděckij, Vladimir Petrov, Viktor Šalimov, Viktor Žluktov, Sergej Šepelev, Sergej Makarov, Vladimir Golikov, Alexandr Skvorcov.

Trenéři: Viktor Tichonov, Vladimir Jurzinov.

### Soupiska Švédska
2.  Švédsko

Brankáři: Peter Lindmark, Reino Sundberg.

Obránci: Tomas Jonsson, Peter Helander, Stig Östling, Anders Eldebrink, Tommy Samuelsson, Mats Waltin, Göran Lindblom.

Útočníci: Göran Nilsson, Ulf Isaksson, Patrik Sundström, Roland Eriksson, Roland Stoltz, Mats Näslund, Lennart Norberg, Anders Håkansson, Bengt Åke Gustafsson, Inge Hammarström, Thomas Steen, Dan Söderström, Harald Lückner, Lars Molin.

Trenér: Bengt Olsson.

### Soupiska Československa
3.  Československo

Brankáři: Karel Lang, Jaromír Šindel.

Obránci: Jan Neliba, Miloslav Hořava, Milan Chalupa, Arnold Kadlec, Stanislav Hajdušek, Miroslav Dvořák, Petr Míšek,

Útočníci:  – Milan Nový, Vladimír Martinec, Pavel Richter, František Černík, Miroslav Fryčer, Dárius Rusnák, Norbert Král, Jiří Lála, Ivan Hlinka, Jindřich Kokrment, Jaroslav Pouzar, Bohuslav Ebermann, Jaroslav Korbela.

Trenéři: Luděk Bukač, Stanislav Neveselý.

### Soupiska Kanady
4.  Kanada

Brankáři: John Garret, Phil Myre.

Obránci: Barry Long, Rob Ramage, Dave Babych, Norm Barnes, Rick Green, Larry Robinson, Willie Huber.

Útočníci: Pat Boutette, Mike Rogers, John Ogrodnick, Dale McCourt, Mike Foligno, Morris Lukowich, Dennis Maruk, Guy Lafleur, Mike Gartner, Ryan Walter, Steve Tambellini, Lanny McDonald, Lucien DeBlois.

Trenér: Don Cherry

### Soupiska USA
5.  USA

Brankáři: Gregg Moffett, Ed Walsch.

Obránci: Wally Olds, Jim Korn, Bill Baker, Ron Wilson, Bob Suter, Reed Larson, Craig Norwich.

Útočníci: Al Hangsleben, Aaron Broten, Mark Johnson, Phil Verchota, Bob Sheehan, Dave Christian, Bobby Miller, Dave Debol, Mark Pavelich, Bruce Aikens, Steve Ulseth, Craig Homola, John Harrington, Warren Miller.

Trenér: Robert Johnson

### Soupiska Finska
6.  Finsko

Brankáři: Hannus Kamppuri, Hannu Lassila.

Obránci: Juha Tuohimaa, Timo Nummelin, Pertti Lehtonen, Reijo Ruotsalainen, Seppo Suoraniemi, Tapio Levo, Kari Eloranta.

Útočníci: Lasse Litma, Karl Jalonen, Pekka Arbelius, Juhani Tamminen, Mikko Leinonen, Markku Kiimalainen, Jorma Sevon, Ilkka Sinisalo, Hannu Koskinen, Antero Lehtonen, Jukka Porvari, Pertti Koivulahti, Seppo Ahokainen.

Trenér: Kalevi Numminen.

### Soupiska SRN
7.  SRN

Brankáři: Bernhard Engelbrecht, Sigmund Suttner.

Obránci: Robert Murray, Uli Hiemer, Peter Gailer, Peter Scharf, Horst-Peter Kretschmer, Dieter Medicus, Harold Kreis.

Útočníci: Jorg Heimer, Manfred Wolf, Johannes Mörz, Joachim Reil, Uli Egen, Reiner Philipp, Ralph Krueger, Marcus Kuhl, Peter Schiller, Erich Kühnhackl, Holger Meitinger, Ernst Höfner, Vladimir Vacatko.

Trenér: Hans Rampf

### Soupiska Nizozemska
8.   Nizozemsko

Brankáři: Ted Lensen, John De Bruyn.

Obránci: Fred Homburg, George Peternousek, Allan Pluymers, Rik Van Gog, Tjakko De Vos, Leo Koopmans, Tonny Collard.

Útočníci: Henk Krikke, Chuck Huizinga, William Klooster, Harry Van Heumen, Larry Van Wieren, Ron Berteling, Brian De Bruyn, Hans Smolders, Jack De Heer, Jan Janssen, Henk Hille, Corky De Grauw, Mike Kouwenhoven, Mari Saris.

Trenér: Augustin Bubník (TCH).

### Rozhodčí
| Hlavní - Viktor Dombrovskij - Dave Fischer - Bernard Haley - Karl-Gustav Kaisla - Josef Kompalla - Dag Olsson - Vladimír Šubrt | Čárový - Eiler Cramvik - Martin Demers - Tomas Moström - Mats Rapp - Nico Toemen - Dick Wallström - Harry Westreicher - Jan Wiking |

## MS Skupina B
|    |            | ITA | POL  | SUI | GDR  | ROM | NOR  | YUG  | JPN  | V | R | P | Skóre | B  |
| 1. | Itálie     | *** | 4:1  | 4:2 | 6:6  | 3:2 | 6:1  | 6:4  | 9:2  | 6 | 1 | 0 | 38:18 | 13 |
| 2. | Polsko     | 1:4 | ***  | 3:3 | 7:3  | 6:5 | 13:4 | 8:4  | 11:2 | 5 | 1 | 1 | 49:25 | 11 |
| 3. | Švýcarsko  | 2:4 | 3:3  | *** | 2:1  | 8:3 | 5:2  | 4:4  | 4:3  | 4 | 2 | 1 | 28:20 | 10 |
| 4. | NDR        | 6:6 | 3:7  | 1:2 | ***  | 6:1 | 6:3  | 11:3 | 4:3  | 4 | 1 | 2 | 37:25 | 9  |
| 5. | Rumunsko   | 2:3 | 5:6  | 3:8 | 1:6  | *** | 7:3  | 2:3  | 5:1  | 2 | 0 | 5 | 25:30 | 4  |
| 6. | Norsko     | 1:6 | 4:13 | 2:5 | 3:6  | 3:7 | ***  | 6:2  | 2:0  | 2 | 0 | 5 | 21:39 | 4  |
| 7. | Jugoslávie | 4:6 | 4:8  | 4:4 | 3:11 | 3:2 | 2:6  | ***  | 3:7  | 1 | 1 | 5 | 23:44 | 3  |
| 8. | Japonsko   | 2:9 | 2:11 | 3:4 | 3:4  | 1:5 | 0:2  | 7:3  | ***  | 1 | 0 | 6 | 18:38 | 2  |

 NDR -  Japonsko 4:3 (0:2, 0:0, 4:1)
20. března 1981 - Ortisei
 Rumunsko -  Polsko 5:6 (2:3, 2:2, 1:1)
20. března 1981 - Ortisei
 Švýcarsko -  Norsko 5:2 (3:1, 1:0, 1:1)
20. března 1981 - Ortisei
 Jugoslávie -  Itálie 4:6 (1:2, 2:4, 1:0)
20. března 1981 - Ortisei
 Polsko -  Švýcarsko 3:3 (1:2, 2:0, 0:1)
21. března 1981 - Ortisei
 Japonsko -  Norsko 0:2 (0:1, 0:0, 0:1)
21. března 1981 - Ortisei
 NDR -  Jugoslávie 11:3 (4:0, 3:0, 4:3)
21. března 1981 - Ortisei
 Itálie -  Rumunsko 3:2 (0:0, 2:1, 1:1)
21. března 1981 - Ortisei
 Rumunsko -  NDR 1:6 (0:1, 0:0, 1:5)
23. března 1981 - Ortisei
 Polsko -  Norsko 13:4 (2:2, 6:2, 5:0)
23. března 1981 - Ortisei
 Japonsko -  Jugoslávie 7:3 (1:2, 4:0, 2:1)
23. března 1981 - Ortisei
 Itálie -  Švýcarsko 4:2 (0:1, 3:1, 1:0)
23. března 1981 - Ortisei
 Japonsko -  Polsko 2:11 (1:4, 0:6, 1:1)
24. března 1981 - Ortisei
 Jugoslávie -  Rumunsko 3:2 (1:1, 1:1, 1:0)
24. března 1981 - Ortisei
 Norsko -  Itálie 1:6 (0:2, 1:3, 0:1)
24. března 1981 - Ortisei
 Švýcarsko -  NDR 2:1 (0:0, 1:1, 1:0)
24. března 1981 - Ortisei
 Jugoslávie -  Švýcarsko 4:4 (1:3, 2:0, 1:1)
26. března 1981 - Ortisei
 Rumunsko -  Japonsko 5:1 (3:0, 1:1, 1:0)
26. března 1981 - Ortisei
 Norsko -  NDR 3:6 (2:3, 1:0, 0:3)
26. března 1981 - Ortisei
 Polsko -  Itálie 1:4 (1:2, 0:1, 0:1)
26. března 1981 - Ortisei
 Norsko -  Jugoslávie 6:2 (3:0, 2:0, 1:2)
28. března 1981 - Ortisei
 Švýcarsko -  Rumunsko 8:3 (3:1, 3:0, 2:2)
28. března 1981 - Ortisei
 NDR -  Polsko 3:7 (1:2, 1:2, 1:3)
28. března 1981 - Ortisei
 Itálie -  Japonsko 9:2 (5:0, 3:2, 1:0)
28. března 1981 - Ortisei
 Jugoslávie -  Polsko 4:8 (1:1, 1:5, 2:2)
29. března 1981 - Ortisei
 Norsko -  Rumunsko 3:7 (1:2, 2:4, 0:1)
29. března 1981 - Ortisei
 Švýcarsko -  Japonsko4:3 (1:0, 0:3, 3:0)
29. března 1981 - Ortisei
 Itálie -  NDR 6:6 (2:2, 2:2, 2:2)
29. března 1981 - Ortisei

## MS Skupina C
|    |                | AUT  | CHN  | HUN  | DEN  | FRA  | BUL | PRK  | GBR  | V | R | P | Skóre | B  |
| 1. | Rakousko       | ***  | 3:0  | 7:0  | 4:2  | 7:1  | 5:0 | 10:0 | 7:2  | 7 | 0 | 0 | 43:5  | 14 |
| 2. | Čína           | 0:3  | ***  | 3:1  | 5:1  | 10:3 | 6:2 | 10:2 | 12:2 | 6 | 0 | 1 | 46:14 | 12 |
| 3. | Maďarsko       | 0:7  | 1:3  | ***  | 2:2  | 11:6 | 6:1 | 10:3 | 8:0  | 4 | 1 | 2 | 38:22 | 9  |
| 4. | Dánsko         | 2:4  | 1:5  | 2:2  | ***  | 5:3  | 4:6 | 9:5  | 13:2 | 3 | 1 | 3 | 36:27 | 7  |
| 5. | Francie        | 1:7  | 3:10 | 6:11 | 3:5  | ***  | 7:0 | 17:1 | 11:2 | 3 | 0 | 4 | 48:36 | 6  |
| 6. | Bulharsko      | 0:5  | 2:6  | 1:6  | 6:4  | 0:7  | *** | 9:2  | 4:2  | 3 | 0 | 4 | 22:32 | 6  |
| 7. | KLDR           | 0:10 | 2:10 | 3:10 | 5:9  | 1:17 | 2:9 | ***  | 5:1  | 1 | 0 | 6 | 18:66 | 2  |
| 8. | Velká Británie | 2:7  | 2:12 | 0:8  | 2:13 | 2:11 | 2:4 | 1:5  | ***  | 0 | 0 | 7 | 11:60 | 0  |

 Rakousko -  KLDR 10:0 (4:0, 2:0, 4:0)
7. března 1981 – Peking
 Maďarsko -  Velká Británie 8:0 (2:0, 3:0, 3:0)
7. března 1981 – Peking
 Francie -  Bulharsko 7:0 (5:0, 1:0, 1:0)
7. března 1981 – Peking
 Dánsko -  Čína 1:5 (0:2, 0:1, 1:2)
7. března 1981 – Peking
 Velká Británie -  Francie 2:11 (0:4, 1:4, 1:3)
8. března 1981 – Peking
 Bulharsko -  Čína 2:6 (1:3, 1:1, 0:2)
8. března 1981 – Peking
 KLDR -  Dánsko 5:9 (0:1, 2:4, 3:4)
8. března 1981 – Peking
 Rakousko -  Maďarsko 7:0 (3:0, 2:0, 2:0)
8. března 1981 – Peking
 Maďarsko -  KLDR 10:3 (1:0, 7:1, 2:2)
10. března 1981 – Peking
 Dánsko -  Bulharsko 4:6 (1:0, 1:3, 2:3)
10. března 1981 – Peking
 Francie -  Rakousko 1:7 (0:2, 0:4, 1:1)
10. března 1981 – Peking
 Čína -  Velká Británie 12:2 (2:0, 6:1, 4:1)
10. března 1981 – Peking
 Maďarsko -  Francie 11:6 (5:2, 1:2, 5:2)
11. března 1981 – Peking
 KLDR -  Bulharsko 2:9 (0:2, 1:1, 1:6)
11. března 1981 – Peking
 Velká Británie -  Dánsko 2:13 (1:5, 1:4, 0:4)
11. března 1981 – Peking
 Čína -  Rakousko 0:3 (0:0, 0:1, 0:2)
11. března 1981 – Peking
 Bulharsko -  Velká Británie 4:2 (1:1, 2:0, 1:1)
13. března 1981 – Peking
 Francie -  KLDR 17:1 (4:1, 5:0, 8:0)
13. března 1981 – Peking
 Dánsko -  Rakousko 2:4 (2:1, 0:2, 0:1)
13. března 1981 – Peking
 Čína -  Maďarsko 3:1 (1:1, 2:0, 0:0)
13. března 1981 – Peking
 Čína -  Francie 10:3 (2:2, 5:0, 3:1)
14. března 1981 – Peking
 Velká Británie -  KLDR 1:5 (0:1, 0:2, 1:2)
14. března 1981 – Peking
 Maďarsko -  Dánsko 2:2 (0:0, 1:1, 1:1)
14. března 1981 – Peking
 Rakousko -  Bulharsko 5:0 (1:0, 2:0, 2:0)
14. března 1981 – Peking
 Rakousko -  Velká Británie 7:2 (1:1, 3:0, 3:1)
16. března 1981 – Peking
 Bulharsko -  Maďarsko 1:6 (0:0, 0:3, 1:3)
16. března 1981 – Peking
 Francie -  Dánsko 3:5 (0:0, 2:2, 1:3)
16. března 1981 – Peking
 KLDR -  Čína 2:10 (1:3, 1:3, 0:4)
16. března 1981 – Peking